# Can Fàbregues del Bosc
Can Fàbregues del Bosc és una masia situada al barri de Pinar i Portús del municipi de l'Ametlla del Vallès (Vallès Oriental), a tocar del terme municipal de Bigues i Riells. Sovint se la denomina, erròniament, com a Can Fàbregas del Bosc. És una obra inclosa en l'Inventari del Patrimoni Arquitectònic de Catalunya.

## Història
Documentada el 1565 sembla una segregació del llinatge dels Fàbregues que tenien mas al poble (a la Sagrera) des del 1323. L'aspecte actual és pràcticament l'original del segle xvi i conserva múltiples elements originals, com les finestres, l'embigat i la portalada adovellada. La importància de Can Fàbregues a la vida del poble és palesa en la presència de membres a la Baronia de Montbui en els segles XVIII i xix.

## Descripció
Masia de tipologia 6 segons Danés, amb coberta de dos vessants, amb el carener i el ràfec perpendiculars a la façana i amb un aixecament basilical al centre de la teulada a dos vessants perpendiculars a façana. La referència més antiga trobada data de 1580 val a dir que la masia pot ser anterior. Façana de pedra de la zona rejuntada amb portland. Orientació al sud-est. El mur de la façana és fet amb pedra de riera així com les parets interiors amb amorterat de calç i la restauració recent amb rejunt de ciment. Destaquen les pedres cantoneres de façana treballades. 9 finestres i 2 portes fetes amb brancals i emptis de pedra calcària sorrenca de la zona. Destaca el portal dobellat de gran bellesa i majestuositat. La porta lateral és amb brancals de totxo i travesser de fusta. Sostres amb bigues de fusta, cairons i rajols que a la seva part superior tenen un petit planxer de formigó. El sostre també conserva l'embigat de fusta amb cairons i teula tradicional. Destaca una part annexa a la masia principal que segons s'observa pot tenir elements de la primitiva masia. En aquest espai la reforma de les teulades s'ha fet amb materials moderns.	Elements interiors: llindes de pedra gravades de les portalades, premsa de l'oli i vi.